# Інженерія приватності
Інженерія приватності – це нова галузь інженерії, яка має на меті надати методології, інструменти та методи для забезпечення прийнятних рівнів приватності у системах.
У США прийнятний рівень приватності визначається з точки зору відповідності функціональним і нефункціональним вимогам, викладеним у політиці приватності, яка є договірним артефактом, що відображає відповідність суб'єктів контролю даних законодавству, наприклад Принципам чесної інформаційної практики, правилам безпеки медичних карт та інші законам про приватність. Однак у ЄС Загальний регламент захисту даних (GDPR) встановлює вимоги, які необхідно виконати. У решті світу вимоги змінюються залежно від місцевої реалізації законів про приватність та захист даних.

## Визначення та сфера дії
Визначення інженерії приватності, яке дає Національний інститут стандартів і технологій (NIST), таке:
Зосередження на наданні рекомендацій, які можна використовувати для зниження ризиків приватності та надання організаціям можливості приймати цілеспрямовані рішення щодо розподілу ресурсів та ефективного впровадження контролів в інформаційних системах.
Хоча недоторканність приватного життя розвивається як юридична сфера, інженерія приватності вийшла на перший план лише в останні роки, оскільки необхідність впровадження зазначених законів про приватність в інформаційних системах стала певною вимогою для розгортання таких інформаційних систем. Наприклад, Internet Privacy Engineering Network (IPEN) окреслює свою позицію в цьому відношенні так:
Однією з причин відсутності уваги до питань приватності в процесі розробки є відсутність відповідних інструментів і найкращих практик. Розробники повинні робити швидко, щоб мінімізувати час виходу на ринок і зусилля, і часто повторно використовуватимуть існуючі компоненти, незважаючи на їхні недоліки приватності. На жаль, існує небагато будівельних блоків для застосувань і служб, які захищають приватність, і безпека часто також може бути слабкою.
Інженерія приватності включає в себе такі аспекти, як управління процесами, безпека, онтологія та програмна інженерія. Фактичне застосування цих вимог обумовлено необхідним дотриманням законодавства, політикою приватності та «маніфестами», такими як Privacy-by-Design.

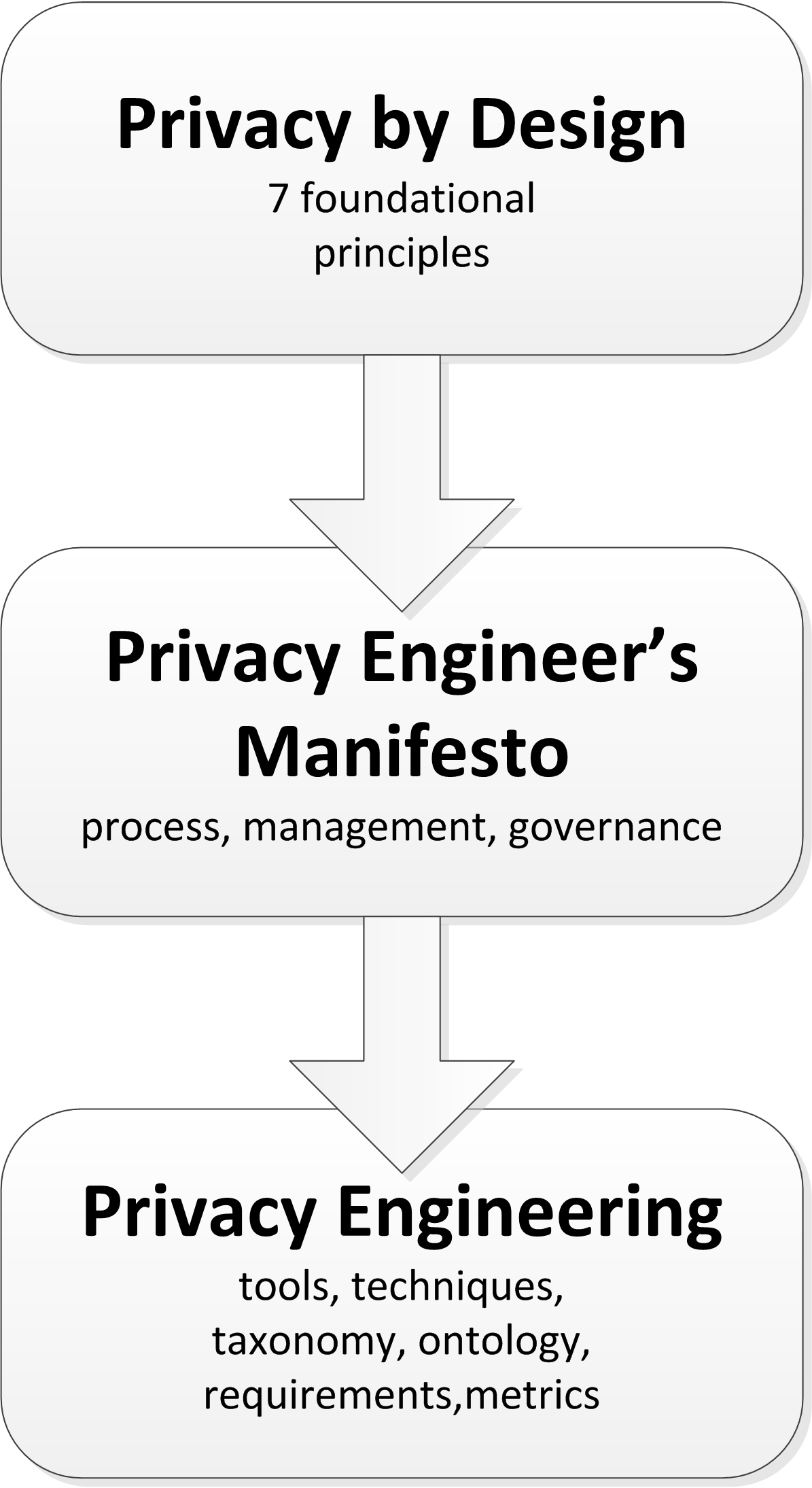
Відношення між приватністю з проекту та інженерією приватності

На більш високих рівнях впровадження приватності використовує технології, що покращують приватність , що включають анонімізацію та деідентифікацію даних. Для розробки приватності потрібні відповідні методи інженерії безпеки, а деякі аспекти приватності можна реалізувати за допомогою методів безпеки. Оцінка впливу на приватність є ще одним інструментом у цьому контексті, і її використання не означає, що інженерія приватності практикується.
Однією з проблем, яка викликає занепокоєння, є правильне визначення та застосування таких термінів, як персональні дані, персональна інформація, анонімізація та псевдонімізація, які не мають достатніх і достатньо детальних значень у застосуванні до програмного забезпечення, інформаційних систем та наборів даних.
Іншим аспектом приватності інформаційних систем було етичне використання таких систем, особливо щодо спостереження, збору великих даних, штучного інтелекту тощо. Деякі члени спільноти розробників приватності та інженерії приватності виступають за ідею інженерної етики або відкидають можливість інженерії приватності в системах, призначених для спостереження.
Інженери програмного забезпечення часто стикаються з проблемами під час інтерпретації правових норм у сучасній технології. Законодавчі вимоги за своєю природою нейтральні щодо технологій, і в разі юридичної колізії будуть витлумачені судом у контексті поточного статусу як технологій, так і практики приватності.

## Основні практики
Оскільки ця галузь все ще знаходиться в зародковому стані, та у ній дещо переважають юридичні аспекти, наступний список лише окреслює основні сфери, на яких базується інженерія приватності:
- Моделювання потоків даних
- Розробка відповідних термінологій/онтологій для вираження типів, використання, цілей тощо інформації
- Оцінка впливу на приватність[en] (PIA)
- Керування приватністю та процеси[5][6]
- Інженерія вимог[en]
- Оцінка ризику[en]
- Семантика

Незважаючи на відсутність цілісного розвитку вищезгаданих напрямків, курси для навчання інженерії приватності вже існують. Міжнародний семінар з інженерії приватності, проведений разом із  Симпозіумом IEEE з комп’ютерної арифметики з безпеки та приватності, надає місце для вирішення «розриву між дослідженнями та практикою в систематизації та оцінці підходів до виявлення та вирішення проблем приватності під час інженерії інформаційних систем».
Існує ряд підходів до інженерії приватності. Методологія LINDDUN  використовує ризик-орієнтований підхід  до інженерії приватності, коли потоки персональних даних, які піддаються ризику, ідентифікуються, а потім захищаються  контролями приватності. Рекомендації щодо тлумачення GDPR були надані в деклараціях GDPR, які були закодовані як інструмент прийняття рішень, який відображає GDPR у сили розробки програмного забезпечення з метою визначення відповідних моделей приватності. Ще один підхід використовує вісім стратегій приватності – чотири технічні та чотири адміністративні – для захисту даних та реалізації прав суб’єктів персональних даних.

## Інформаційні аспекти
Інженерія приватності особливо пов’язана з обробкою інформації щодо наступних аспектів або онтологій та їх відношень до їх реалізації в програмному забезпеченні:
- Онтології обробки даних
- Онтології типу інформації (на відміну від ідентифікуючої інформації або машинних типів)
- Поняття контролера та процесора[22]
- Поняття наявності повноважень та ідентифікації
- Походження інформації, включаючи поняття суб'єкта даних[23]
- Призначення інформації, а саме: первинні дані чи вторинні[en] набори
- Семантика інформації[en] і набори даних (див. також зашумлення і анонімізація[en])
- Використання інформації

Крім того, як зазначене вище впливає на класифікацію безпеки, класифікацію ризиків і, таким чином, рівні захисту, які можна потім метризувати або розрахувати.

## Визначення приватності
Приватність є сферою, в якій переважають юридичні аспекти, але вимагає реалізації з використанням інженерних методів, дисциплін та навичок. Інженерія приватності як загальна дисципліна базується на розгляді приватності не тільки як юридичного аспекту чи інженерного аспекту та їх уніфікації, а й на використанні таких сфер:
- Приватності у філософському аспекті
- Приватності у економічному аспекті, зокрема теорії ігор
- Приватності у соціологічному аспекті